# (5014) Gorchakov
(5014) Gorchakov est un astéroïde de la ceinture principale.

## Description
(5014) Gorchakov est un astéroïde de la ceinture principale. Il fut découvert le 19 septembre 1974 à Nauchnyj par Lioudmila Tchernykh. Il présente une orbite caractérisée par un demi-grand axe de 3,17 UA, une excentricité de 0,23 et une inclinaison de 2,4° par rapport à l'écliptique.

## Compléments